# Błąd aktora-obserwatora
Błąd aktora-obserwatora − jeden z błędów atrybucyjnych polegający na odmiennym interpretowaniu zjawisk wtedy, gdy się w nich uczestniczy, i wtedy, gdy się je tylko obserwuje. Jeśli jesteśmy podmiotem danego działania (aktorami), to zwykle tłumaczymy swoje zachowanie w kategoriach okoliczności (dokonujemy tzw. atrybucji sytuacyjnej). Gdy to samo zachowanie widzimy u innych ludzi (jesteśmy obserwatorami), dokonujemy atrybucji dyspozycyjnej, czyli poszukujemy przyczyn tego działania wewnątrz obserwowanej osoby.
Przykład: Gdy idę do kina, to idę dlatego, że jest właśnie interesujący film, na byle co nie chodzę (interesujący film – atrybucja sytuacyjna). Gdy widzę, że inni ludzie idą do kina, dochodzę do wniosku, że ludzie lubią się zabawić, dlatego chodzą do kina (atrybucja dyspozycyjna).